# Cleroclytus semirufus
Cleroclytus semirufus is een keversoort uit de familie boktorren (Cerambycidae). De wetenschappelijke naam van de soort is voor het eerst geldig gepubliceerd in 1884 door Kraatz.